# 田沼町
田沼町（たぬままち）は、栃木県南西部（安足）に位置していた町である。佐野市への通勤率は23.9%（平成12年国勢調査）。
2005年（平成17年）2月28日に、佐野市・安蘇郡葛生町と合併し、新たに佐野市を設置したため、廃止となった。

## 地理
北海道（本島）最北端と九州（同）最南端から同距離の太平洋側の地点（茨城県神栖町）と日本海側の地点（新潟県上越市）を割り出し、その2点の中心点（北緯36度30分、東経139度30分）から「日本列島中心の地」として町おこしを行っていた。蓬山ログビレッジには「日本列島中心の地」碑、田沼駅近くの中央公園には「日本列島中心の町」碑がある。
- 山岳：根本山、熊鷹山、氷室山
- 河川：秋山川、旗川、彦間川、桐生川

## 歴史

### 沿革
- 1889年（明治22年）4月1日 - 田沼町、三好村（みよしむら）、野上村（のがみむら）、飛駒村（ひこまむら）、新合村（しんごうむら）の1町4村が発足。
- 1954年（昭和29年）3月31日 - 田沼町・三好村・野上村が合併し、新たに田沼町が発足。
- 1956年（昭和31年）9月30日 - 新合村・飛駒村が田沼町に編入。
- 1968年（昭和43年）4月1日 - 旧飛駒村の入飛駒地区が群馬県桐生市に編入。
- 2005年（平成17年）2月28日 - 佐野市・田沼町・葛生町が合併し、新たに佐野市が発足。

## 人口
- 1920年（大正9年） ：12,595人
- 1930年（昭和5年） ：12,839人
- 1940年（昭和15年）：13,175人
- 1950年（昭和25年）：16,992人
- 1960年（昭和35年）：30,243人
- 1970年（昭和45年）：28,615人
- 1980年（昭和55年）：29,854人
- 1990年（平成2年） ：30,423人
- 2000年（平成12年）：29,582人

## 行政
- 町長：小玉新（閉町時）

## 地域

### 教育

#### 高等学校
- 栃木県立田沼高等学校

#### 中学校
- 田沼町立東中学校（現・佐野市立田沼東中学校）
- 田沼町立西中学校（現・佐野市立あそ野学園義務教育学校）

#### 小学校
（すべて現佐野市立）
- 田沼町立田沼小学校
- 田沼町立吉水小学校
- 田沼町立栃本小学校
- 田沼町立多田小学校
- 田沼町立戸奈良小学校
- 田沼町立三好小学校
- 田沼町立野上小学校
- 田沼町立山形小学校
- 田沼町立閑馬小学校
- 田沼町立下彦間小学校
- 田沼町立飛駒小学校
- 田沼町立長谷場小学校

## 交通

### 鉄道路線
- 東武鉄道
  - 佐野線：吉水駅 - 田沼駅 - 多田駅

### 道路
- 一般国道
  - 国道293号
- 県道（主要地方道）
  - 栃木県道16号佐野田沼線
  - 群馬県道・栃木県道66号桐生田沼線

## 観光

### 名所・旧跡
- 一瓶塚稲荷神社（3月上旬に初午祭が行われる）
- どまんなかたぬま（道の駅）
- 三滝（下水道用マンホール蓋のデザインに採用）
- 須花坂トンネル（田沼町・足利市を繋ぐ手掘りトンネル）

### 祭事・催事
- たぬまふるさと祭り（7月下旬）
- どまんなかフェスタ（11月上旬）

## 出身人物・ゆかりのある人物
- 清水一行（小説家） - 父が田沼町出身
- 須賀田礒太郎（作曲家）-　戦時中に父方の実家のある田沼に疎開するも結核で早世、21世紀になってから自家の蔵から遺稿が発見され神奈川フィルハーモニー管弦楽団により紹介。
- 飯塚富司（プロ野球審判員、元プロ野球選手）
- 亀山弘章（元大相撲力士）